# Eleazar syn Boetosa
Eleazar syn Boetosa (I w. p.n.e./I w. n.e.) – arcykapłan od 4 p.n.e.
Był bratem Szymona syna Boetosa, arcykapłana w latach 24-5 p.n.e. i Joazara; stryjem Mariamme II, żony Heroda Wielkiego; wujem Heroda III.
Eleazar na urząd arcykapłana został powołany przez Heroda Archelaosa, etnarchę Judei. Ten sam władca odwołał go z urzędu w bliżej nieznanym roku - miało to miejsce na pewno przed 6 n.e.